# Foulbec
Foulbec es una localidad y comuna francesa situada en la región de Alta Normandía, departamento de Eure, en el distrito de Bernay y cantón de Beuzeville.

## Demografía
| 306 | 283 | 303 | 353 | 411 | 467 |
| Para los censos de 1962 a 1999 la población legal corresponde a la población sin duplicidades (Fuente: INSEE [Consultar]) |     |     |     |     |     |

## Administración

### Entidades intercomunales
Foulbec está integrada en la Communauté de communes du canton de Beuzeville . Además forma parte de diversos sindicatos intercomunales para la prestación de diversos servicios públicos:
- S.A.E.P de Beuzeville
- S.I.S de Foulbec Conteville
- Syndicat de gestion du CEG de Beuzeville
- Syndicat de l'électricité et du gaz de l'Eure (SIEGE)

### Riesgos
La prefectura del departamento de Eure incluye la comuna en la previsión de riesgos mayores  por:
- Presencia de cavidades subterráneas.
- Riesgos derivados del transporte de mercancías peligrosas por la carretera N178.
- Riesgo de inundación por los ríos Risle y Doult, como se produjo en noviembre de 2000 y marzo de 2001.